# Пещера (роман Дяченко)
«Пеще́ра» — социально-философский фантастический роман Марины и Сергея Дяченко, впервые изданный в 1998 году. Многие критики относят его к жанру современного городского романа, к психологической прозе. По мнению Юлии Андреевой, биографа Марины и Сергея Дяченко, «Пещера» представляет собой «прорыв в область подсознательного, в такие глубины психологии, которые практически были неведомы традиционной фантастике»:301.

## Сюжет
Действие романа происходит в мире, жители которого существуют в двух реальностях (детали происходящего открываются неспешно, и окончательное понимание реалий мира даётся читателю далеко не сразу). Днём люди живут обыденной жизнью, но у них нет жестокости и агрессии; ночью, во сне, люди оказываются в мире Пещеры, и каждый из них становится на время зверем — хищником или жертвой, причём гибель в мире Пещеры приводит к смерти реального человека во сне. Но именно за счёт Пещеры люди эффективно сублимируют свою агрессию, и этот мир лишён насилия и войн.
Девушка Павла, будучи сарной (травоядным животным) в Пещере, обнаруживает аномальное везение при встрече с хищниками. Контролирующие Пещеру администраторы встревожены: ранее в этом мире уже был прецедент, когда носителя такого аномального везения использовали в качестве «донора», что привело к резкому падению эффективности Пещеры и вспышке реального насилия.
Павлу изолируют и начинают исследовать. Среди администраторов Пещеры возникает этический конфликт — проще всего уничтожить потенциально опасную девушку, но один из администраторов, руководитель исследовательского департамента Тритан Тодин категорически против этого возражает: Павла превратилась из объекта исследований в его возлюбленную.
Некоторое время администраторы колеблются, но после попытки похищения Павлы желающими получить «донора» предпринимают попытки убить Павлу в Пещере. Тритан вступает в схватку с коллегами и гибнет.
После этого Павла и режиссёр Раман Кович, поставивший запрещённый властями спектакль о мире Пещеры (обсуждение того, что происходит с людьми в Пещере в этом мире — табу), идут «ва банк» — баррикадируются на телестудии и дают в эфир видеозапись запрещённого спектакля. Похоже, что показ спектакля по телевидению окончательно разрушает сложившийся в этом мире «статус кво».

## Художественные особенности

### Аллегорические и символические образы
Роман «Пещера» насыщен аллегорическими образами, причём один из центральных образов — сама Пещера, сложный психоаналитический образ-комплекс, символизирующий подсознание, которое аккумулирует в себе истоки страхов и неврозов, инстинктов и запутанных ассоциаций. Они материализуются в неосознанных и в то же время конкретных персонажах-животных, между которыми постоянно происходит борьба за выживание и утверждение сильных, топтание и уничтожение слабых.
Звери в Пещере аллегорически отображают в себе те или иные человеческие качества: сааг (хищник) — в основной реальности властный, порой жестокий человек; сарна (травоядное животное) — человек, часто беззащитный в жизни; схруль (хищник, питающийся часто падалью и нападающий только вместе с группой сородичей) — подлый человек, прибегающий к любым средствам, чтобы добиться желаемого; тхоль (самый маленький зверь, питается личинками) — человек беззащитный и безобидный. Главный обитатель Пещеры — егерь, следящий за порядком и уничтожающий тех, кто, по его убеждению, нарушает баланс сил и угрожает стабильности обычной, основной реальности. В жизни егеря — обычно представители Администрации, те, кто обладают самыми большими полномочиями. Главные персонажи романа «Пещера» — сарна (Павла Нимробец), сааг (Раман Кович), егерь (Тритан Тодин), и при этом основные черты характера и особенности жизни человека всегда совпадают с чертами его животного.
В романе также присутствует намёк на идеи Платона, «ситуацию познания» передававшего с помощью аллегории пещеры, в глубине которой находятся невольники, прикованные к стене и видящие лишь тени, являющиеся подобиями подлинного мира.

### Жанровые особенности
По мнению критика и литературоведа Михаила Назаренко, «Пещера», в отличие от более ранних произведений Дяченко, уже не фэнтези, а «„чистая“ фантастика. Чудесное в ней не объясняется ни волшебством, ни, тем более, наукой, а существует как данность».
Критик Роман Арбитман обозначал жанр «Пещеры» как «соединение научной фантастики, антиутопии, психологического романа и „городской сказки“». В. Черкес отмечает, что жанр «Пещеры» можно определить и как дистопию, так как роман содержит изображение идеального мира, без явного насилия и жестокости, но существующий порядок допускает и узаконивает насильственную смерть людей во сне, создающую опасность для человеческой личности и общества в целом. Благодаря аллегоричности и притчевому началу, присущим роману «Пещера», его жанр, по мнению В. Черкеса, можно определить и как притчу. Д. Ивахнов отмечает, что, «может быть, это социальная антиутопия, а может быть, и „магический реализм“».
По утверждению литературоведа Елены Сафрон, в «Пещере» присутствует синтез элементов городского фэнтези и философского романа: в произведении моделируется фантастическая ситуация, но вместе с тем присутствует ярко выраженная экзистенциальная, бытийная проблематика, внимание акцентируется на характерных для философского романа свойствах. Как и в философском романе, в центре внимания — изображение внутренних духовных процессов развития личности, преобладают нравственно-психологические детерминанты.

### Сюжетные особенности
Финал в романе открытый, что характерно для художественной манеры Дяченко в целом. Такая особенность соотносится с понятием «семантика возможных миров» в современной философии, согласно которому у каждого настоящего существует некоторое количество вариантов развития будущего. Дяченко создают у читателей впечатление, что действие, о котором они прочли, в какой-то иной, неведомой читателю реальности ещё не закончилось, завершилось лишь повествование о нем. Рассказчик сообщил читателям обо всём, что знал, однако ему было известно далеко не всё. Благодаря такому художественному приёму создаётся достоверность повествования. Принцип открытого финала даёт возможность каждому читателю самостоятельно выбрать возможную развязку романа и решить, насколько она правильна и справедлива.
Распространённым приёмом Дяченко является фигура умолчания: часто вместо того, чтобы показать, объяснить что-то значимое, они лишь дают намёки читателю, чтобы обратить его внимание на как будто случайное действие и позволить самому догадаться, отчего происходит именно так, а не иначе. В романе «Пещера» этой особенностью обладают вставные эпизоды. Например, читатель далеко не сразу может догадаться, кто такая Махи и ее спутник Танки, при том что это одна из ключевых линий «Пещеры», дающей позже возможность лучше понять одного из главных персонажей — Тритана Тодина.

### Художественная деталь и кинопоэтика
Описаниям в «Пещере» присуща кинематографичность, зримость. Мир выглядит реалистично благодаря вниманию авторов к деталям второго плана. Дяченко в романе прорабатывают в духе кинематографа всю натуру, все декорации, весь реквизит. «Из-под его ноги сорвался второй камень. И почти сразу — третий. Ему казалось, что пустота, притаившаяся на дне ущелья, протянула невидимую мягкую лапу и взяла его за ногу повыше щиколотки»; «Махи больше не стояла на карнизе. Она висела, ухватившись одной рукой за едва заметный выступ, другой — за стебель угнездившегося в щели растения, сейчас эта сухая веревочка лопнет, не выдержав веса легкой, как пушинка, девочки…» В большом количестве таких деталей, описаний проявляется мастерство Дяченко.
Исследователь Д. Ивахнов отмечает использование в «Пещере» приёма «кинотекста»: благодаря «эффекту кинокамеры» обеспечивается особая подача визуального ряда романа — в центре внимания оказывается то деталь, то панорама, то даётся средний план, то авторы нарочито засвечивают кадр, добиваясь лиричности и размытости. В романе происходит экспрессивная смена ракурсов и планов, непрерывные поиски новых зрительных планов. В сюжетном оформлении романа в качестве одного из ведущих приёмов используется монтаж, характерны такие кинематографические особенности, как дискретность, раскадровка, определённая «самостоятельность» фрагмента, специфика смысловой сочетаемости.
По утверждению критика С. Бережного, кинопоэтика проявляется в «Пещере» в особенностях подачи портрета: «От романа к роману Дяченко меняют масштаб событий и ракурс, в котором показан герой: общий план, потом камера берёт крупное лицо, глаза, потом опять широкая панорама… Но человек в их романе никогда не заменяется „народными массами“, их герой всегда централен, авторы никогда не выпускают его из кадра. Им важно не потерять его глаза…»

### Стилистика
Особенно примечателен в «Пещере», как и в целом в прозе Дяченко, язык повествования, для которого характерна лиричность, крайне редкая для прозы конца XX — начала XXI века: «Павла видела мир клочками, урывками; была маленькая комната с пятнами солнца на полу, потом солнце исчезло, поглощенное темными запахнувшимися шторами. Был желтый цветок, чахнувший в вазоне, тянущийся лепестками за окно». В романе часто встречаются поэтические описания, содержащие противопоставление Света и Тьмы, Штор и Окна: «Шторы, плотно задернутые, погружали комнату во мрак; толстая витая свеча догорела почти до пня. Тритан искоса взглянул на язычок пламени — отразившись в его глазах, огонек приобрел изумрудный оттенок».
Сравнения — один из самых распространённых тропов в произведениях М. и С. Дяченко; в романе «Пещера» сравнения весьма яркие и носят во многом символичный характер. Предметом сравнения часто оказываются глаза: «Лежащий рядом человек смотрел прямо перед собой. Такой взгляд Павла видела на коробках с кошачьим кормом — цветные сытые кошки глядели с глянцевитого картона круглыми и бездумными, пустыми, как пустыня, глазами»; «— Тритан, что же ты… всю ночь?.. Конечно, не спал, сказали ей его ввалившиеся зеленые глаза. Зеленые в красной рамочке, как пятно травы среди поля маков…» Очень часто в романе встречаются сравнения со свечой: «Единственное светлое окно, оживлявшее сонный фасад полночного дома, беззвучно погасло. Как свечка». Яркие образные сравнения нередко даются в романе в качестве самостоятельных предложений, создавая впечатление отрывистости: «Теперь он сидел на постели; склоняющееся солнце, отыскавшее щелку в закрытых шторах, белой полоской лежало на его голой шее. Как галстук. Или как лезвие»; «Пытаясь дать название охватившему его чувству, он остановился вскоре на слове „радость“. Его радовало появление Павлы; она была удивительно кстати. Как подходящий аккорд…»
Неожиданные сравнения придают роману особую выразительность: «…в тусклом свете его смуглое лицо казалось темным, будто старая маска из красного дерева»; «Огромный острый обломок, выступающий над краем пропасти, как нос каменного корабля, выдержал его хватку»; «…голос Рамана сделался железным, как корабельная цепь». Параллель реального мира с пещерным миром становится источником ярких символов, нередко лежащих в основе сравнений, используемых в «Пещере»: «Автобус еле полз в гору, он похож был на тяжелого, сытого зверя, пыхтящего от малейшего усилия…»
Особую выразительность и образность также создают метафоры: «Белый камень казался одиноким бельмом на лысой голове великана»; «Поднял глаза к небу, к осколку неба, заключенному в изломанную рамку горных вершин»; «Скрипки, играющие в его душе, чуть примолкли».
Любопытно также применение оксюморонов: «Он сидел на вершине под белым камнем, и палящие лучи полуденного солнца обливали его морозом».
Характерная черта стилистики Дяченко в романе — использование повтора. Этот приём позволяет создать особый ритм, сосредоточить внимание читателей на отдельных важных моментах. В частности, повторяются действия, движения (что усиливает атмосферу напряжения) — например, глагол «шла»: «Сплетения коридоров — артерии и вены, по которым вздохами и отзвуками струится жизнь; она шла, еле слышно шелестел ветер, текущий с верхнего яруса, подобно холодному ручью. В глубокой щели дышал ручей, невидимый и легкий, будто ветер, она шла, ее копыта утопали в плотной губке лишайников, и время от времени шаг ее поднимал в воздух крохотную, мерцающую искорку»; «Она шла, ведомая звуком влаги. Падали капли. Она шла; вода струилась, становясь на мгновение мутной, и муть уносило течением — и снова дрожащее зеркало, сверкающие мешочки капель, маслянистые мешочки, вспыхивающие, как глаза…»
Дяченко мастерски работают с прилагательными цвета, создавая неповторимый колорит, — например, с описанием глаз: «Павла впервые его таким видела — на желтоватых щеках все яснее проступал румянец, глаза горели, упрямые глаза злого избалованного мальчишки»; «Встав за спиной плешивого — тот доходил ему едва до плеча, — поднял взгляд на Павлу; лицо у вошедшего было чуть асимметричным, узким и смуглым, и неожиданно светлыми казались глаза — ярко-зеленые, пристальные и рассеянные одновременно. Павла даже удивилась, как этот взгляд ухитряется сочетать несочетаемое. И поежилась».

## Проблематика
По словам Михаила Назаренко, «Пещера» написана о насилии, любви, искусстве, судьбе. Она затрагивает тему корней насилия, которые лежат в человеческой природе; тему искусства, фиксирующего их, выставляющего их напоказ и дающего надежду; тему любви, противостоящей и насилию, и попыткам борьбы против него (которые неизбежно приводят к новому насилию). Екатерина Иванова отмечает, что «авторов интересует не столько ситуация, сколько поведение человека: сможет ли он сделать то, что находится за пределами его природы? Сможет ли „сааг“-Ковач узнать в своей жертве-„сарне“ любимую девушку?»
Как и персонажам романа, читателю предстоит осознать проблему насилия и прийти к выводу, что однозначного решения у этой проблемы нет, ведь истоки насилия — в каждом человеке. Всю злобу и агрессию невозможно отдать своему зверю и поселить в Пещере, надеяться на это очень наивно. По мнению Тритана, только существование Пещеры защищает весь мир от гибели, ведь человек не может сдержать агрессии: он может либо сублимировать её, либо перенести в реальность; зверь, находящийся в каждом человеке, сильнее его и всегда будет сильнее. Тем не менее жизнь возражает Тритану: сам Тритан жертвует собой ради спасения Павлы, Раман Кович побеждает хищника в себе и др. Поэтому, как отмечает М. Назаренко, мир может уцелеть, даже не будь в нём Пещеры; любовь — единственный ответ, единственный источник внутреннего преображения. По утверждению исследователя О. Пивоваровой, присутствующая в романе ситуация двойничества, связанная с экзистенциальной природой человека, означает, что «существовать человек может только в условиях внутренней борьбы себя-зверя с собой-человеком. Только эта борьба, стремление к постоянному духовному совершенству делает нас людьми». Как отмечает исследователь В. Черкес, авторы романа показывают, что истоки насилия в каждом из нас и что счастье человека, гуманность и его нравственная состоятельность в значительной мере зависят от его умения определить в каждом случае истинную меру собственной свободы, сделать правильный выбор.
Ещё одна проблема, нашедшая отражение в «Пещере», — вопрос, какую цену можно заплатить за благополучие общества, физическое и материальное; допустимо ли ради безопасности общества жертвовать отдельными людьми, при том что этой жертвой может оказаться каждый член социума, ведь каждому жителю государства, изображённого в «Пещере», может угрожать гибель во сне. Дяченко ставят вопрос, хуже ли такая ситуация, чем Пещера в дневном мире; это вопрос цены, вопрос ответственности. При этом члены общества, изображённого в романе, лишены выбора: условия им диктует не социум, а биология. Точнее, присутствует иллюзия выбора: в романе упоминается существующая за горами страна мутантов — людей, которых некий Добрый Доктор избавил от Пещеры навсегда. Вставные главки, где действие происходит в этой стране, написаны предельно жёстко, и некоторые читатели романа увидели в такой постановке условий оправдание той биосоциальной системы, что изображена в романе.
В основе конфликта в романе — столкновение ответственности и безответственности, всё время меняющихся местами, подобно тому, как в другом романе Дяченко, «Ведьмином веке», в основе конфликта — столкновение свободы и порядка. Так, конфликт Тритана Тодина и Рамана Ковича — это столкновение двух правд, в рамках которого оба героя одинаково правы и неправы. Тритан Тодин осознаёт, к чему может привести театральный эксперимент Рамана Ковича, рискнувшего впервые за триста лет поставить пьесу Вечного Драматурга Скроя о Пещере; Кович же, кажется, стремится только к самовыражению, не понимая, что такое мир без Пещеры. С другой стороны, Тритан, заявляя о долге личности перед обществом, отрицает способность её управлять самим собой, собственным зверем, а Кович уверен, что «человек не может не отвечать за своего зверя».
Кроме того, все три героя «Пещеры» находятся в конфликте с административным Големом, с Системой — конфликт, ранее нетипичный для Дяченко, которые прежде не прибегали к социальным обобщениям такого рода. Система не останавливается перед нравственным преступлением, противостоять ей безнадёжно, но не противостоять означает погибнуть, проникнуться мертвящим равнодушием. И Тритан (человек Дела), и Кович (человек Духа, воплощение творческого начала троицы главных героев), и Павла (человек Сердца) восстают против административного Голема, причём Павла становится нравственным катализатором для возрождения как Тритана, так и Ковича.
«Пещера» — книга ещё и о взрослении, об изменениях, происходящих с человеком. Признать, что на самом деле Пещеру носит в себе каждый, и остаться собой — и значит повзрослеть. Тритан, который отбросил лицемерный кодекс администрации; Кович, пошедший против Системы; Павла, которая из обычной ассистентки превратилась в решительного человека — все три главных героя принимают на себя ответственность за свои действия. К этому они были подготовлены всем ходом действий в романе, надеждами и страхами, предательствами и самоотречениями.
Одна из важных тем «Пещеры» — тема творчества, здесь в основном связанная с образом театра и спектакля «Первая ночь», который ставит Раман Кович. Существенная в творчестве Дяченко проблема связана с нравственностью искусства: какова цена создания шедевра? Раман Кович едва не потерял себя как творца: поставив один живой спектакль, в дальнейшем он ставил спектакли, лишённые творческой искры, безжизненные. «Первая ночь» изменяет его судьбу, а также судьбу Павлы, Тритана. Большую роль в романе играет «театральный экфрасис»: авторы демонстрируют «творческую лабораторию» создания спектакля от замысла до премьеры (включая анализ Ковичем действий актёров на сцене во время репетиций), затем — процесс восприятия спектакля. Раман Кович делает ставку на «теневое начало» человеческой природы, которое, по его утверждению, несёт в себе не только зло, но и «добро»: истоки внутренней раскрепощённости и свободы. От этого «теневого начала», по мысли режиссёра, зависит умение раскрыться в роли.

## Значение романа для творчества Дяченко
«Пещера» — значимый поворот в творчестве Дяченко, поскольку в нём сочетаются и присутствуют в дальнейшем творчестве две значимых составляющих: реализм при описании характеров персонажей и фантастический мир вокруг них. Сходная тенденция наблюдалась и в более ранних произведениях Дяченко (например, в «Ритуале», в «Шраме»), но здесь эта тенденция стала составляющей особой творческой манеры, о Дяченко начали говорить как о писателях со своим индивидуальным почерком:302.
В «Пещере» в полной мере по сравнению с ранним творчеством Дяченко раскрылось их мастерство в создании характеров и ситуаций, где эти характеры проявляются, и возникла одна из моделей хронотопа, характерных в дальнейшем для творчества писательского тандема: «раздвоенный мир» (как называет её литературовед А. Чернецов). Мир «Пещеры» состоит из двух миров: обычного и мира сновидений, и даже сознание героев двоится.

## Награды
- «Мраморный фавн» (1998)[13]
- «Лунный меч» (1999)[14] как лучший роман года в жанре мистики[2]:301.

## Издания
- СПб.: Азбука, 1997 (фактически — 1998; серия «Русское fantasy»).
- М.: Олма-Пресс, 2000 (серия «Иные миры»).
- М.: Олма-Пресс, 2002 (серия «Оригинал»).
- М.: Эксмо-Пресс, 2003 (серия «Нить времён»).
- М.: Эксмо, 2005 (серия «Шедевры отечественной фантастики»), в сборнике «Городской цикл».
- М.: Эксмо, 2007 (серии «Стрела Времени. Миры М. и С. Дяченко», «Стрела Времени»).
- М.: Эксмо, 2008 (серия «Миры М. и С. Дяченко»).
- М.: Эксмо, 2010 (серия «Гиганты фантастики / Гиганты фэнтези»), в сборнике «Трон».
- М.: Э, 2016 (серия «Лучшая фантастика Марины и Сергея Дяченко»).

Роман также издавался на французском (в 2009 и 2010 годах), на украинском (в 2010 году).